# ASJ Z6p
Z6p – wąskotorowa (tor szerokości 891 mm) lokomotywa spalinowa produkcji szwedzkiej, zbudowana w liczbie dwóch sztuk w 1954 roku przez AB Svenska Järnvägsverkstäderna (ASJ). Oba egzemplarze używane były nadal na szwedzkich kolejach wąskotorowych w XXI wieku.

## Historia
W 1954 roku firma AB Svenska Järnvägsverkstäderna (ASJ) w Falun wyprodukowała dwie lokomotywy tego typu dla kolei wąskotorowej Stockholm-Roslagens Järnvägar (SRJ). Stanowiły ona mocniejszy typ lokomotywy od poprzednio zakupionych przez tę kolej lokomotyw Z4p. Napędzał je silnik wysokoprężny Scania D815 o mocy 204 KM (150 kW), a napęd przenoszony był na dwie osie za pomocą przekładni hydraulicznej. 

## Eksploatacja
Lokomotywy otrzymały na kolei SRJ numery 2 i 3, nosiły one zielone malowanie z żółtymi ozdobnymi pasami. Były używane między innymi do ruchu towarowego. Wkrótce jednak kolej SRJ została w latach 50. XX wieku znacjonalizowana i lokomotywy zostały przejęte przez szwedzkie Koleje Państwowe (SJ), otrzymując tam oznaczenie Z6p i numery odpowiednio 540 i 541, następnie zmienione na 1540 i 1541.
Lokomotywa nr 1540 została w 1972 roku przekazana wraz z koleją Roslagsbanan, stanowiącą część dawnej sieci SRJ, spółce Storstockholms Lokaltrafik (SL), służąc tam dalej pod numerem 2. W 1993 roku wymieniono w niej silnik, przeklasyfikowano na pojazd serwisowy i przemalowano na kolor czerwony, a numer później zmieniono na 9700. W 2011 roku ponownie wymieniono w niej silnik na Scania DC09 o mocy 188 kW.
Lokomotywa nr 1541 została przeniesiona w latach 70. do Växjö, po czym w 1977 roku została sprzedana Stowarzyszeniu Muzealnemu Kolei Sztokholm-Roslagens, prowadzącemu ruch na części dawnej kolei SRJ w Uppsali jako kolej muzealna Museijärnvägen Lennakatten. Otrzymała tam z powrotem numer SRJ Z6 3. W 2024 roku była sprawna.